# چینی (پنسیلوانیا)
چینی (به انگلیسی: Cheyney) یک منطقهٔ مسکونی در ایالات متحده آمریکا است که در پنسیلوانیا واقع شده‌است. چینی ۹۸۸ نفر جمعیت دارد.